# Liste der Monuments historiques in Ottersthal
Die Liste der Monuments historiques in Ottersthal führt die Monuments historiques in der französischen Gemeinde Ottersthal auf.

## Liste der Bauwerke
| Bezeichnung                          | Beschreibung | Standort                                | Kennzeichnung | Schutzstatus | Datum | Bild |
| ------------------------------------ | ------------ | --------------------------------------- | ------------- | ------------ | ----- | ---- |
| Brunnenanlage an der Zaberner Steige | 1811 gebaut  | westlich des Ortes an der D 1004 (Lage) | PA00084880    | Inscrit      | 1934  |      |